# Сохраняй спокойствие
«Сохраняй спокойствие» (кит. 有话好好说, англ. Keep Cool) — кинофильм режиссёра Чжан Имоу, вышедший на экраны в 1997 году. Экранизация романа Пин Шу «Новости из вечерних газет». Лента принимала участие в конкурсной программе Венецианского кинофестиваля, а также получила премию «Сто цветов» за лучшую мужскую роль второго плана (Ли Баотянь).

## Сюжет
Действие комедии, снятой в необычной для Чжан Имоу манере с помощью ручных камер, происходит в Пекине наших дней. Молодой книготорговец преследует легкомысленную девушку по имени Ань Хун, с которой они одно время встречались и которая решила его бросить. Чтобы узнать, в какой из квартир многоэтажки она живёт, парень нанимает случайных прохожих, чтобы они выкрикивали её имя. План удаётся, однако не помогает восстановить отношения. Позже, на общественной парковке велосипедов, на книготорговца нападает Лю Дэлун, владелец ночного клуба и новый ухажёр Ань Хун, с сообщниками. Они жестоко избивают парня, который в ходе драки вырывает у случайно подвернувшегося человека сумку, чтобы защитить себя. Позже, в больнице, выясняется, что в сумке был компьютер, и теперь его хозяин, немолодой интеллигент Лао Чжан, хочет получить компенсацию.

## В ролях
- Цзян Вэнь — Сяо Шуай, книготорговец
- Ли Баотянь — Лао Чжан
- Гэ Ю — полицейский
- Цюй Ин — Ань Хун
- Чжан Имоу — Лю Дэлун
- Чжао Бэншань — человек, читавший стихи